# Anthophora doursiana
Anthophora doursiana är en biart som först beskrevs av Heinrich Friese 1897.  Anthophora doursiana ingår i släktet pälsbin, och familjen långtungebin. Inga underarter finns listade i Catalogue of Life.